# Orgazmo
Orgazmo es una comedia estadounidense de Trey Parker, escrita por Trey Parker y Matt Stone (los creadores de la serie animada South Park), realizada en 1997.[cita requerida]

## Sinopsis
Un misionero mormón se ve envuelto en el rodaje de una película pornográfica, para encarnar al Capitán Orgazmo, un superhéroe que lucha contra el crimen. Para ayudarlo, dispone de dos herramientas: Choda Boy, su ayudante, y el orgazmonator, un arma que provoca orgasmos fulgurantes a quienes se les dispara.

## Reparto
- Trey Parker: Elder Young/Orgazmo
- Dian Bachar: Ben Chapleski/Choda Boy
- Robyn Lynne Raab: Lisa
- Michael Dean Jacobs: Maxxx Orbison
- Matt Stone: Dave
- Masao Maki: G-Fresh
- Ron Jeremy: Clark
- Andrew Kemler: Rodgers
- John Marlo: Sancho
- Lloyd Kaufman: El doctor (en el final)
- Chasey Lain: Candi
- Juli Ashton: Saffi
- Shayla LaVeaux: actriz porno griega
- Jill Kelly: enfermera
- Max Hardcore: presentador de la ceremonia de reposición de recompensa
- Christi Lake
- Jeanna Fine
- Davia Ardell
- Jacklyn Lick
- Melissa Hill
- Serenity
- Melissa Monet

## Anécdotas
- Se puede ver, a lo largo de toda la película, el peinado del camarógrafo de Maxxx Orbison (cuello, trenzas).
- Se puede también en la película hacer el descubrimiento de la DVDA: Doble Vaginal Doble Anal, que necesita cuatro hombres y una mujer. Parker y Stone, los creadores de la película, tomaron el término para nombrar su grupo: DVDA.[cita requerida]

## Clasificación
La película se clasificó como NC-17 en los Estados Unidos, lo que limitó su éxito luego de su estreno.[cita requerida]